# Romāns Vainšteins
Romāns Vainšteins   (Talsi, 3 de març de 1973) és un ciclista letó, ja retirat, que fou professional entre el 1998 i el 2004. El seu èxit esportiu més important fou la medalla d'or al Campionat del món de ciclisme en ruta del 2000. També va tenir bons resultats i llocs d'honor en algunes proves de la Copa del món, com la París-Roubaix, la Milà-San Remo o la HEW Cyclassics, abans de retirar-se el 2004. Va prendre part en els Jocs Olímpics d'Estiu de 1996 i 2004.

## Palmarès
- 1995
  - 1r al Circuit Franco-belga
- 1996
  - 1r al Gran Premi de Beuvry-la-Forêt
  - 1r a la París-Évreux
- 1998
  - 1r al Gran Premi Aarhus
  - 1r al Gran Premi Jornal de Noticias i vencedor d'una etapa
  - 1r al Gran Premi de la indústria i l'artesanat de Larciano
  - Vencedor d'una etapa de la Cursa de la Solidaritat Olímpica
- 1999
  -  Campió de Letònia en ruta
  - 1r a la París-Brussel·les
  - 1r al Gran Premi Chiasso
  - 1r al Memorial Cecchi Gori
  - 1r al Grosser Preis des Kantons Aargau
  - Vencedor d'una etapa del Giro d'Itàlia
  - Vencedor d'una etapa de la Volta a Portugal
  - Vencedor de 2 etapes de la Tirrena-Adriàtica
- 2000
  - Campió del món de ciclisme en ruta 
  - 1r a la Coppa Bernocchi
  - Vencedor d'una etapa de la Tirrena-Adriàtica
  - Vencedor de 2 etapes de la Rheinland-Pfalz Rundfahrt
- 2001
  - 1r a l'Omloop Mandel-Leie-Schelde
  - Vencedor d'una etapa de la Tirrena-Adriàtica
  - Vencedor d'una etapa de la Volta a Catalunya
- 2003
  - Vencedor d'una etapa del Giro della Provincia di Lucca

### Resultats al Tour de França
- 2000. 82è de la classificació general
- 2001. 132è de la classificació general
- 2003. 116è de la classificació general

### Resultats al Giro d'Itàlia
- 1999. Abandona. Vencedor d'una etapa